# Гаврилов, Фёдор Гаврилович
Фёдор Гаврилович Гаврилов (1915—1946) — советский войсковой разведчик. Участник Советско-финской и Великой Отечественной войн. Герой Советского Союза (1944). Гвардии капитан.

## Биография
Фёдор Гаврилович Гаврилов родился 30 декабря 1914 (12 января 1915) года в деревне Ольховицы Демянского уезда Новгородской губернии Российской империи (ныне Поддорский район Новгородской области Российской Федерации) в крестьянской семье. Русский. По окончании семи классов сельской школы работал в колхозе. В 1936—1939 годах проходил срочную службу в армии. В декабре 1939 года участвовал в боевых действиях на Карельском перешейке во время Советско-финской войны. После демобилизации вернулся в родную деревню.
Вновь в ряды Рабоче-Крестьянской Красной Армии Ф. Г. Гаврилов был призван Поддорским райвоенкоматом Ленинградской области 23 июня 1941 года и направлен в школу младших лейтенантов. В боях с немецко-фашистскими захватчиками Ф. Г. Гаврилов с мая 1942 года в составе 12-й гвардейской стрелковой дивизии 61-й армии Брянского фронта. Воевал в должности командира взвода пешей разведки 32-го гвардейского стрелкового полка. 5 августа 1942 года младший лейтенант Гаврилов был ранен в бою за деревню Железница Орловской области, но быстро вернулся в строй.
До лета 1943 года дивизия, в которой служил Фёдор Гаврилович, вела оборонительные бои под Белёвом, а в июле-августе 1943 года участвовала в Курской битве. Взвод гвардии лейтенанта Ф. Г. Гаврилова отличился при прорыве обороны противника в ходе операции «Кутузов». 14 июля 1943 года взвод первым ворвался в траншеи врага и, действуя гранатами и штыками, уничтожил более 40 немецких солдат и офицеров.
16 июля 1943 года разведвзвод Гаврилова получил задание выявить огневые точки противника, занявшего оборону в лесном массиве. Выполнив задание, Гаврилов со своим взводом окружил и атаковал немецкие позиции, уничтожив 14 солдат и офицеров вермахта и ещё 13 взяв в плен. В бою взводом были захвачены 4 пушки, 2 ручных пулемёта, 3 миномёта и более 20 единиц стрелкового оружия. В течение четырёх часов взвод удерживал занятые позиции до подхода подразделений полка.
17 июля 1943 года гвардии лейтенант Ф. Г. Гаврилов с группой из десяти бойцов, действуя в глубоком тылу противника, обнаружил концентрацию отступающих немецких частей в посёлке Дубровский Болховского района Орловской области. Чтобы не дать им организовать оборону, Гаврилов ночью расставил разведчиков по периметру посёлка и на рассвете открыл шквальный огонь. Немцы в панике бежали, потеряв до 75 человек убитыми, а 30 солдат и 2 офицера сдались в плен. В Дубровском Гавриловым был захвачен склад с боеприпасами, 15 повозок с различным военным имуществом, 8 лошадей и более 70 единиц стрелкового оружия. Немцы попытались вернуть утраченные позиции, но группа Гаврилова в течение 8 часов отбивала их контратаки и удержала населённый пункт до подхода полка.
18 июля 1943 года авиация противника наносила по позициям полка бомбовые удары, не позволяя ему продолжать наступление. Гвардии лейтенант Гаврилов, находившийся в засаде в тылу противника, разгадал систему немецкой сигнализации и обозначения переднего края обороны. При очередном авианалёте Фёдор Гаврилович использовал сигнальные ракеты позади немецких позиций, в результате чего немецкие бомбардировщики нанесли удар по собственной линии обороны. Воспользовавшись этим, полк перешёл в атаку и прорвал оборону противника.
26 июля 1943 года в бою за высоту 228,5 полк был прижат сильным пулемётным огнём из ДОТа. Попытки подавить огневую точку противника артиллерийским огнём не принесли результатов. Ф. Г. Гаврилов, используя дымовую завесу, сумел подобраться к ДОТу и забросать его гранатами, после чего ворвался внутрь и уничтожил трёх немецких солдат и ещё 2 взял в плен.
28 июля 1943 года взводу Гаврилова было поручено во что бы то ни стало днём достать контрольного пленного. Группа разведчиков проникла за линию фронта, но день был ясный и подобраться к немцам незамеченными было практически невозможно. Тогда Гаврилов, одев форму убитого немецкого солдата, открыто вышел на дорогу и, остановив немецкого мотоциклиста, разоружил его. Немецкий солдат оказался связным и позднее дал ценные сведения.
2 августа 1943 года, действуя в засаде в тылу противника, группа разведчиков Гаврилова обнаружила колонну отступающих немцев. Дождавшись последнюю машину, разведчики атаковали её, уничтожив 7 немецких солдат и ещё 5 взяв в плен.
В середине августа 1943 года 61-я армия была выведена резерв и 7 сентября 1943 года была передана Центральному (с 20 октября 1943 года — Белорусскому) фронту, в составе которого приняла участие в Битве за Днепр. В конце сентября 32-й гвардейский стрелковый полк вышел к Днепру в районе села Любеч. 27 сентября 1943 года взвод гвардии лейтенанта Гаврилова в числе первых форсировал водную преграду на подручных средствах и, закрепившись на плацдарме, в течение двух часов отражал контратаки противника, обеспечив переправу остальных частей полка.
28 сентября 1943 года Фёдор Гаврилович был представлен к званию Героя Советского Союза и в скором времени произведён в старшие лейтенанты. В ноябре 1943 года он участвовал в Гомельско-Речицкой наступательной операции и неоднократно добывал для командования ценные разведданные и «языков». 16 декабря 1943 года в бою за деревню Большие Автюки Калинковичского района Гомельской области Белоруссии старший лейтенант Гаврилов был ранен вторично, но быстро вернулся в строй.
Указом Президиума Верховного Совета СССР «О присвоении звания Героя Советского Союза генералам, офицерскому, сержантскому и рядовому составу Красной Армии» от 15 января 1944 года за «образцовое выполнение боевых заданий командования по форсированию реки Днепр и проявленные при этом отвагу и геройство» Гаврилову Фёдору Гавриловичу было присвоено звание Героя Советского Союза.
Впоследствии Фёдор Гаврилович ещё не раз выполнял самые сложные задания командования. К лету 1944 года он получил звание капитана и был назначен командиром 10-й гвардейской отдельной разведывательной роты 12-й гвардейской стрелковой дивизии. На 1-м Белорусском фронте он участвовал в Белорусской стратегической операции, в ходе которой его рота первой вошла в город Брест. Затем в составе 3-го Прибалтийского фронта участвовал в освобождении столицы Латвии города Риги, в составе 1-го Прибалтийского фронта — в создании Курляндского котла. С 25 декабря 1944 года 61-я армия вновь в составе 1-го Белорусского фронта. В январе-начале февраля 1945 года Фёдор Гаврилович принимал участие в Варшавско-Познанской, в феврале — начале апреля 1945 года — в Восточно-Померанской стратегических операциях. Боевой путь он завершил в ходе Берлинской стратегической операции на реке Эльбе юго-восточнее города Виттенберг.
После окончания войны Фёдор Гаврилович демобилизовался и вернулся в родные места. Жил в селе Поддорье. Однако полученные на фронте ранения сказались на его здоровье. 9 мая 1946 года Фёдор Гаврилович Гаврилов скончался. Похоронен в селе Поддорье Новгородской области.

## Награды
- Медаль «Золотая Звезда» (15.01.1944).
- Орден Ленина (15.01.1944).
- Орден Красного Знамени (04.12.1943).
- Орден Отечественной войны 1 степени (29.12.1944).
- Орден Отечественной войны 2 степени (24.03.1945).
- Орден Красной Звезды (22.07.1943).
- Медаль.

## Память
- Именем Героя Советского Союза Ф. Г. Гаврилова названа улица в селе Поддорье Новгородской области.

## Документы
- Общедоступный электронный банк документов «Подвиг Народа в Великой Отечественной войне 1941—1945 гг.» Архивировано 13 марта 2012 года. № в базе данных 22560411. Архивировано 26 мая 2012 года., 19545286. Архивировано 26 мая 2012 года., 150006564. Архивировано 26 мая 2012 года., 19984841. Архивировано 26 мая 2012 года., 27987046. Архивировано 26 мая 2012 года., 27987329. Архивировано 26 мая 2012 года., 29822550. Архивировано 26 мая 2012 года., 23280800. Архивировано 26 мая 2012 года.